# Primeiro de cordada

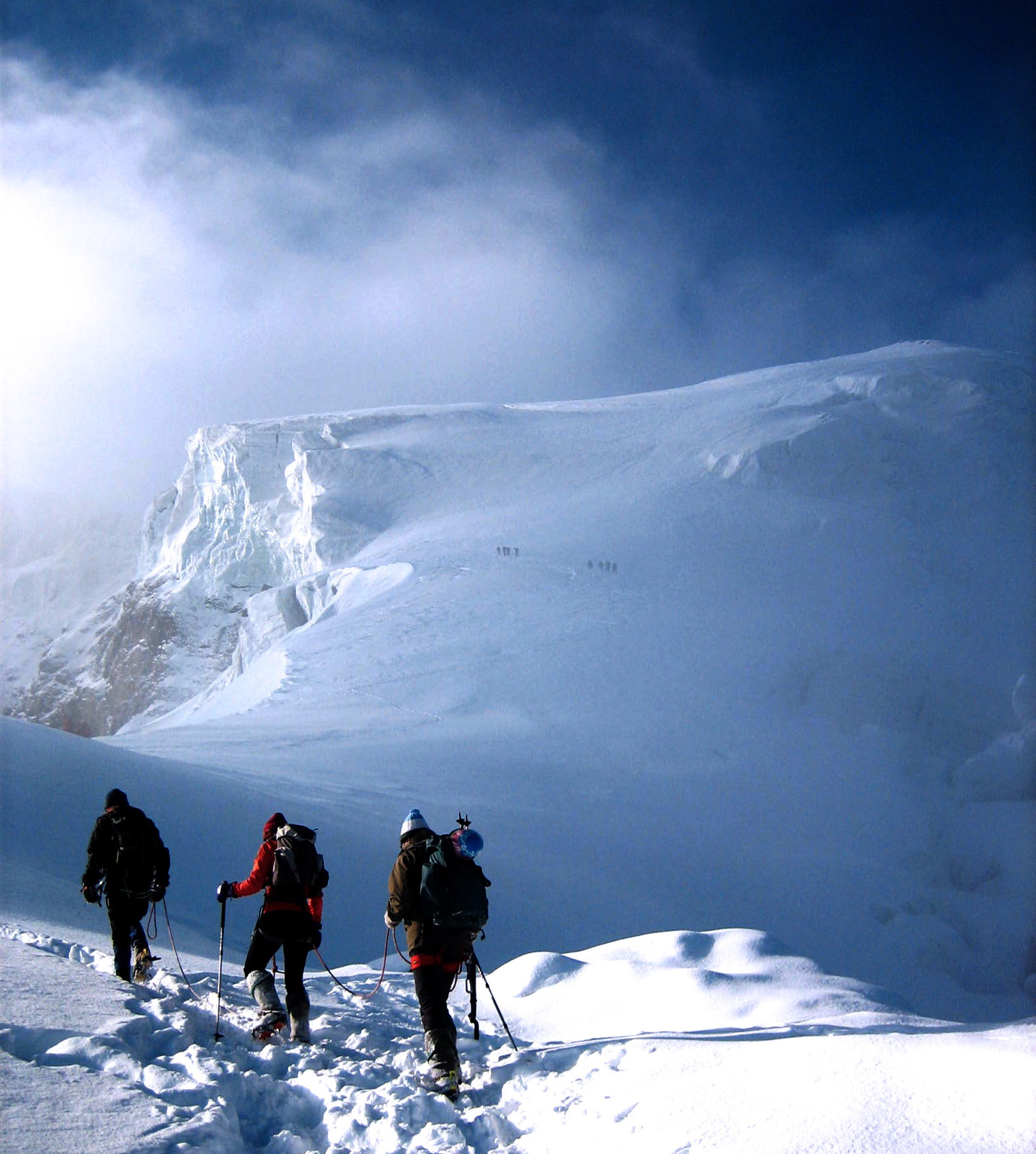
Uma cordada

O Primeiro da cordada - em francês,  Prémier de cordée - é o chefe de uma expedição, e o termo é tanto mais bem empregue que como guia e chefe de expedição vai à frente, e logo é o primeiro da cordada.

## Primeiro
Assim é ele que abre a via,  seja durante a fase de aproximação antes do objectivo, seja já na ascensão propriamente dita, e ao mesmo tempo assegura a progressão do grupo colocando na  parede, e a cada ponto estratégico, um ponto de segurança para fazer passara sua própria corda, operação a que se chama mosquetágem.
O Primeiro continua essas operações de progressão e de mosquetagem -  mosquetão + argola - até atingir o ponto "relais" onde muda de posição com o Segundo. Este posto é delicado porque o "primeiro" ao subir deve prever o melhor e o mais fácil percurso para a continuação da ascensão do grupo, mas se caí fará uma queda ligeiramente superior a duas vezes a distância do último ponto de mosquetágem  devido á elasticidade da corda.

### Literatura
Le premier de cordée - O primeiro da cordada - é o título de um livro de Roger Frison-Roche - (edição Arthaud, Grenoble - ), o primeiro de uma trilogia sobre o alpinismo. Os outros dois são : La grande crevasse e Retour à la montagne.

### Cinema
Prémier de cordée é também o título do filme realizado por Jacques Ertaud a partir do livro homónimo de  Roger Frison-Roche.

## Segundo
O primeiro prende-se e assegura a ascensão do segundo que deve recuperar o material posto pelo primeiro. Chegados ao ponto de reunião, ao relais  , mudam de posição, unicamente se o segundo tem capacidade para ser "o primeiro".
Numa ascensão onde há um grupo de pessoas encordada, o segundo é o segundo alpinista mais experimentado e que fecha a marcha.